# Eugène Jansson

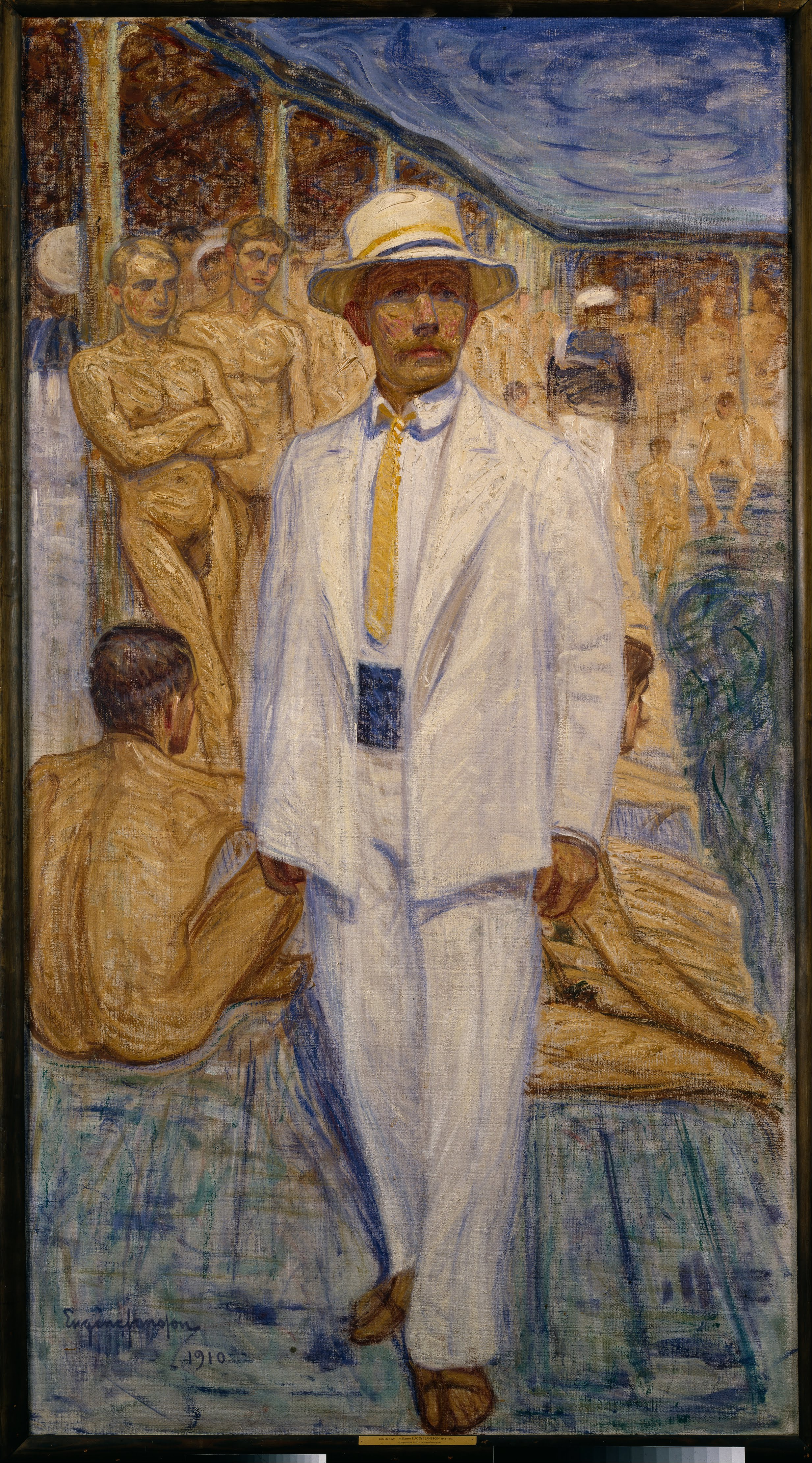
Jansson, zelfportret, 1910

Eugène Fredrik Jansson (Stockholm, 18 maart 1862 - Skara, 15 juni 1915) was een Zweeds kunstschilder. Hij begon als schilder van landschappen en stadsgezichten, maar maakte later vooral naam met zijn mannelijke naakten.

## Leven en werk
Jansson werd geboren in een familie uit de lagere middenklasse, waar overigens wel aandacht was voor kunst en muziek. Hij bezocht de Duitse school in Stockholm en kreeg pianoles. Op zijn veertiende werd hij getroffen door roodvonk, waardoor hij zijn leven lang gezondheidsproblemen bleef houden, waaronder problemen met zijn gezichtsvermogen en zijn nieren. Hij was homoseksueel en zou zijn tot aan zijn dood in 1915 bij zijn moeder blijven wonen. Ze hadden hun woning in het Stockholmer stadsdeel Södermalm, met uitzicht op het Mälarmeer en de Gamla Stan, welke hij vaak tot onderwerp van zijn werk maakte.
Jansson werd sterk beïnvloed door Edvard Munch, wiens werk hij in 1894 in Stockholm had gezien. Hij maakte veel landschappen bij schemering en nacht, alsook stadsgezichten, vaak met dominante blauwtinten. In het begin van de twintigste eeuw had hij een periode waarin hij veel mannelijke naakten schilderde, bij het zwemmen, gewichtheffen of turnen. Deze harmonische, sterk gestileerde  maar vooral ook vitale portretten stonden in schril contrast met zijn eigen slechter wordende gezondheid in die periode. Er is sprake van een haast symbolische aandacht voor de gespierde mannelijke vorm. Het zijn met name deze schilderijen die Jansson tegenwoordig een bijzondere plaats verschaffen in de kunsthistorie van het mannelijk naakt.
Werk van Jansson is onder andere te zien in het Nationalmuseum te Stockholm, het Musée d'Orsay te Parijs, de National Gallery of Victoria te Melbourne en het Cleveland Museum of Art

## Galerij

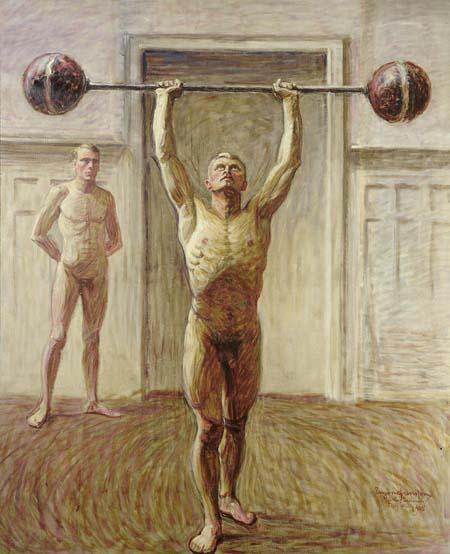
Gewichtheffen met twee armen
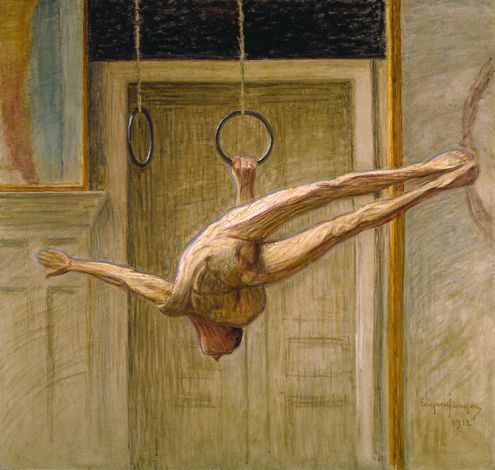
Gymnast
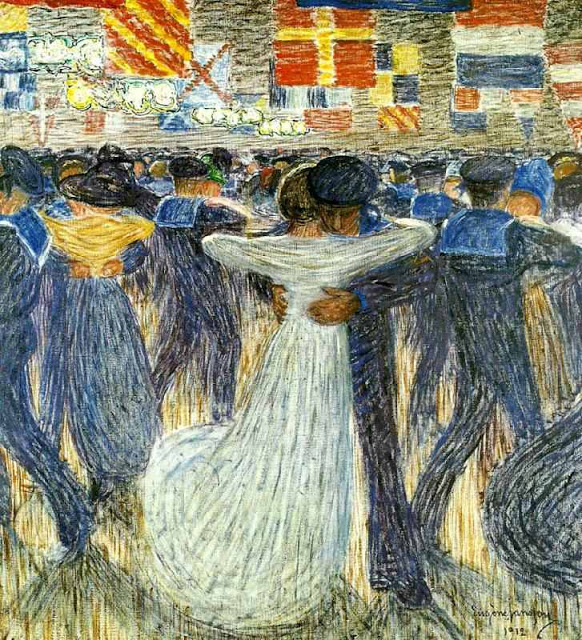
Matrozenbal
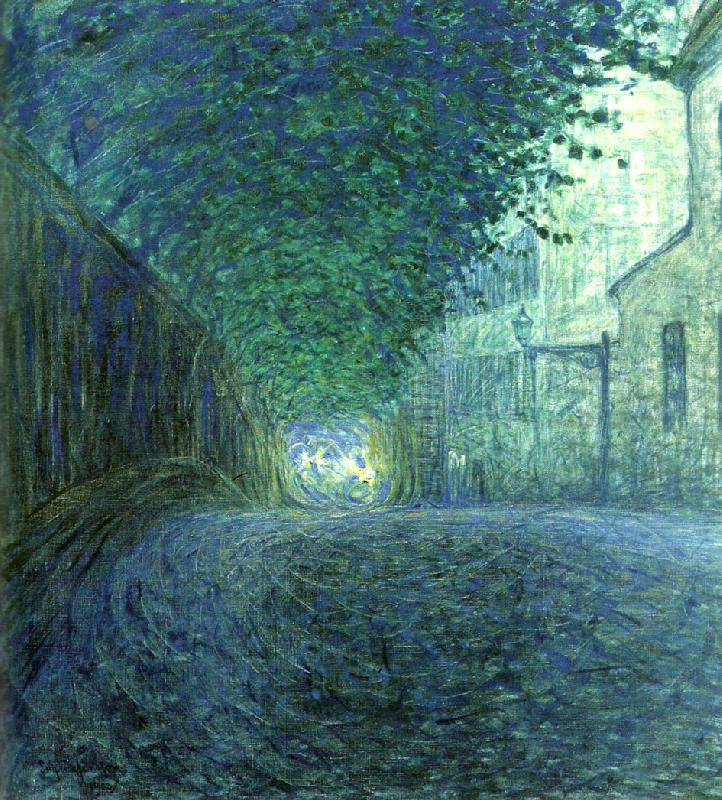
In de schemering
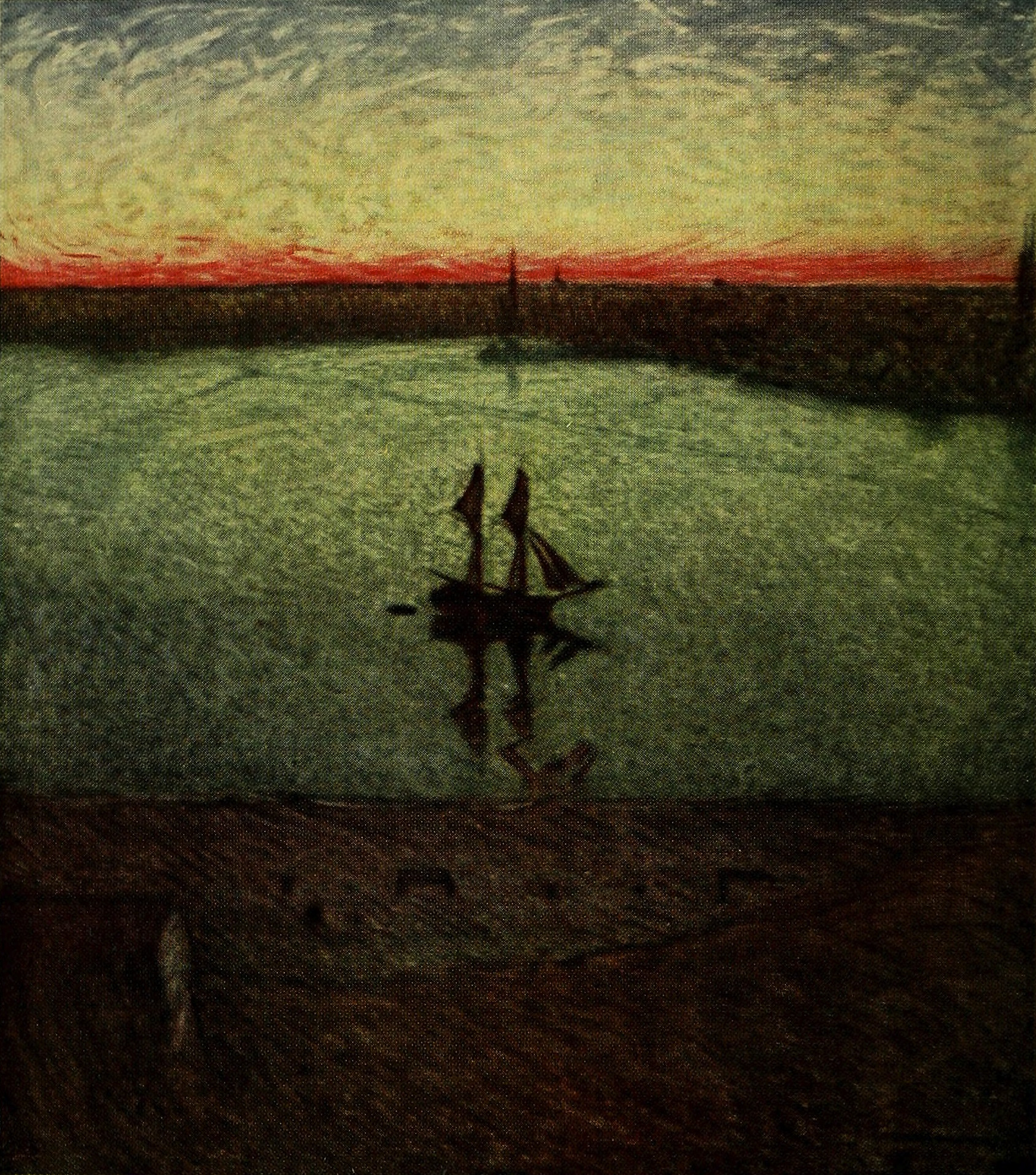
Midzomernacht bij Riddarholmen
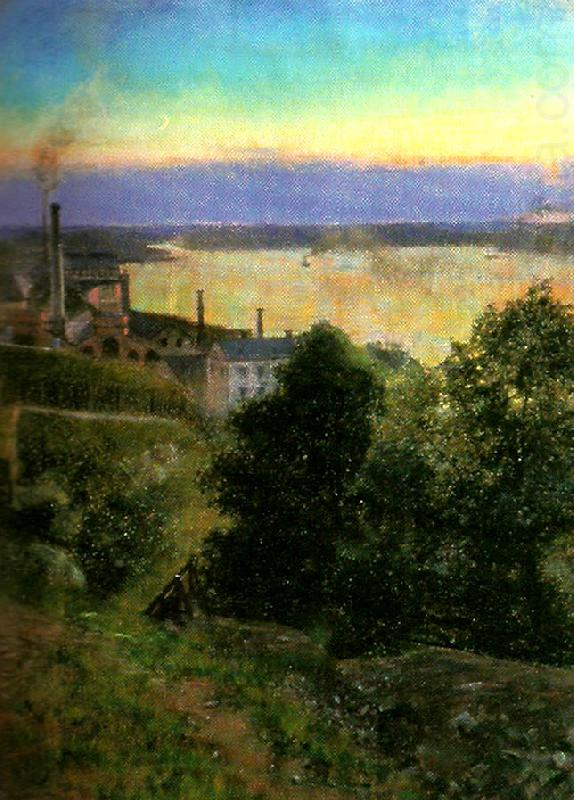
Zomeravond
Timmermansgatan
Riddarfjärden, Stockholm
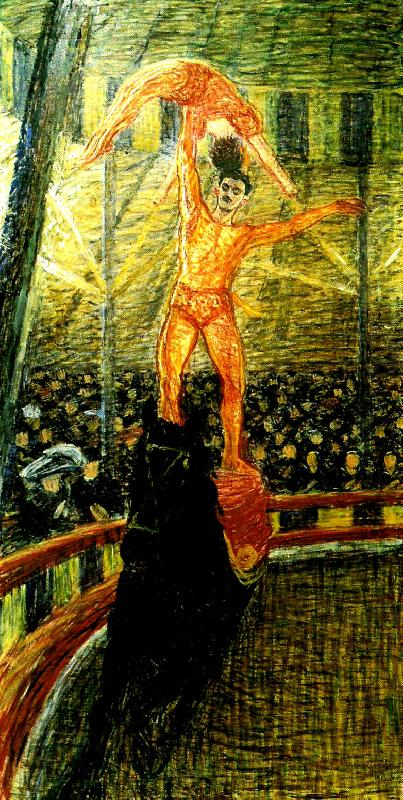
Circus
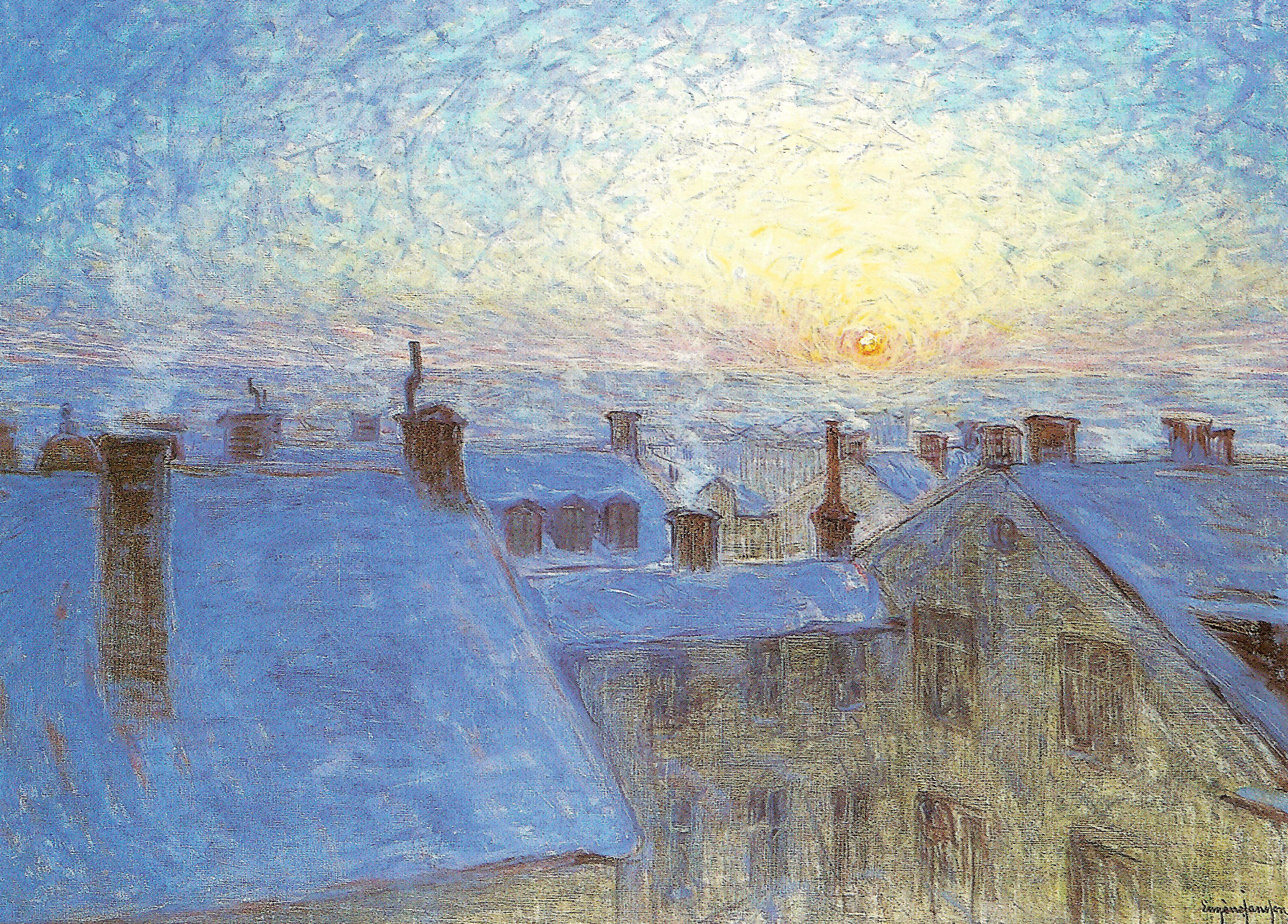
Zonsopgang boven de daken